# Georg (Nassau-Dillenburg)

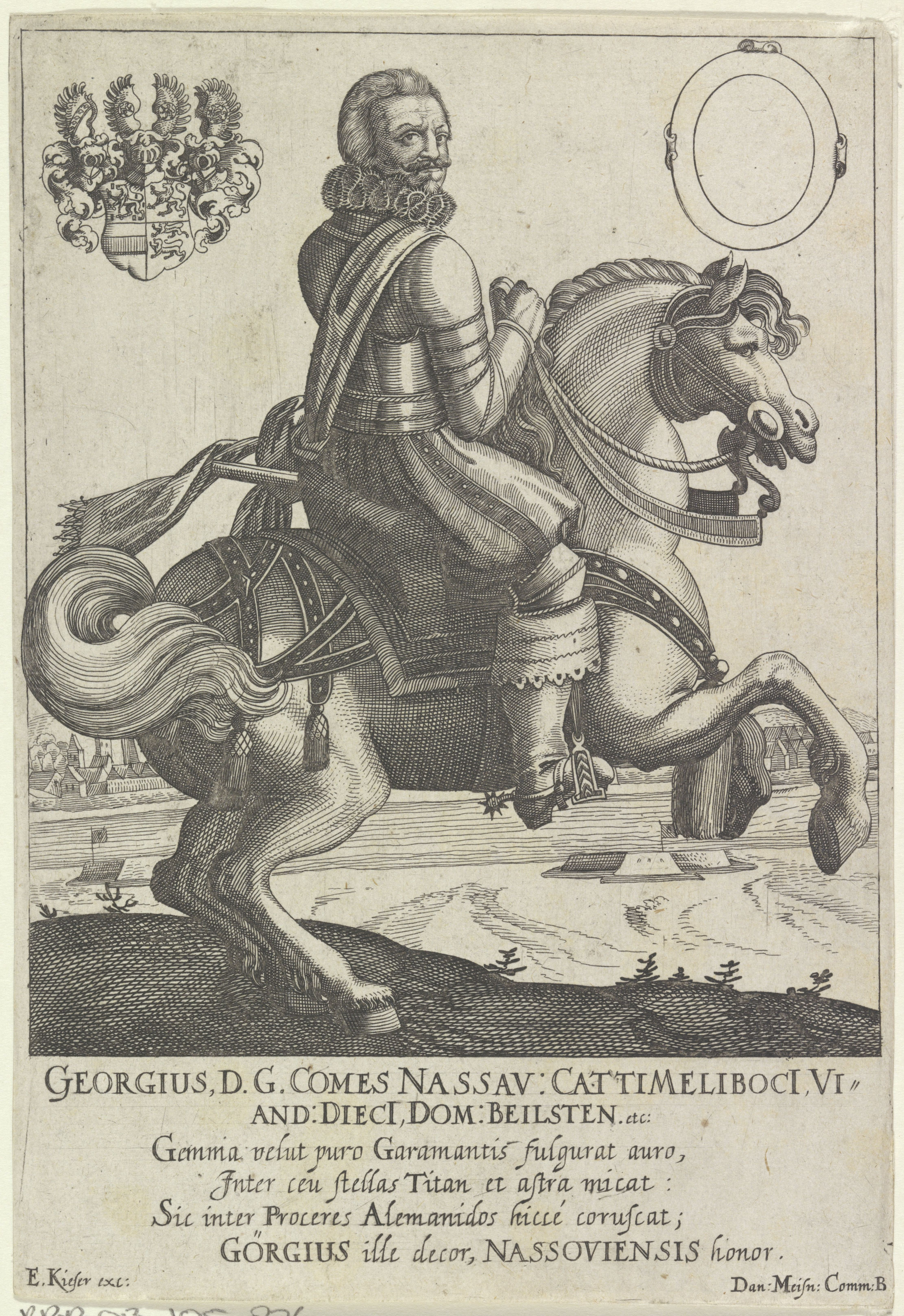
Georg von Nassau-Beilstein

Wappen der Grafschaft Nassau-Dillenburg

Graf Georg von Nassau-Beilstein, später von Dillenburg, (* 1. September 1562 in Dillenburg; † 9. August 1623 ebenda) war der dritte Sohn des Grafen Johann VI. des Älteren von Nassau-Dillenburg (1536–1606) aus dessen erster Ehe mit Elisabeth von Leuchtenberg.

## Leben
Er studierte im Jahr 1576 in Heidelberg. 1578 ging er in die Niederlande, um unter dem Grafen Günther von Schwarzburg Soldat zu werden. Dort tauchte der Gedanke auf, ihn auf den Bischöflichen Stuhl zu Utrecht zu befördern, gelangte jedoch nicht zur Ausführung. Von 1580 an war er am Hofe des Markgrafen Georg Friedrich von Ansbach und Bayreuth.
Nachdem er bereits im Jahr 1604 durch Kauf von seinem Vater mit Amt und Stadt Driedorf ein Territorium erworben hatte, erhielt er nach dem Tode desselben in der mit seinen Brüdern Wilhelm Ludwig, Johann, Ernst Casimir und Johann Ludwig im Jahr 1607 getroffenen Erbteilung die Herrschaft Beilstein mit der Herrschaft zum Westerwald, dem Grund Burbach und dem Hickengrund. Diesen Besitz erweiterte er im Jahr 1611 durch den Ankauf des seinem Bruder Johann zugefallenen Anteils an dem mit Kurtrier gemeinsam gehaltenen Amt Wehrheim. Bis zum Jahr 1612 residierte er in Dillenburg, um für seinen in Holland abwesenden Bruder Wilhelm Ludwig die Regierung des Landes zu überwachen.
Dann siedelte er auf die inzwischen zum Schloss umgebaute Burg Beilstein in sein eigenes Territorium über. Im Jahr 1618 vereinbarte er mit seinem Bruder Johann einen Vergleich, dem zufolge ihm dieser das Recht abtrat, nach dem Tod des ältesten Bruders Wilhelm Ludwig in die Herrschaft über Dillenburg aufzurücken. Demzufolge übernahm er auch 1620 nach dem Tod Wilhelm Ludwigs die Grafschaft Dillenburg und wurde so der Stifter der neuen Dillenburgischen Linie. Die Grafschaft Beilstein kam zur Verteilung, und er behielt nur den Grund Burbach und den Hickengrund. In seinem Lande wirtschaftete er musterhaft: so erließ er, wie seine Brüder, eine Gerichts-, Landes- und Polizeiordnung. Er starb im September 1623 in Dillenburg.

### Gesundheitswesen
Die Grafen Georg von Nassau-Beilstein und Johann VII. von Nassau-Siegen vereinbarten am 5. April 1615 nach jahrelangem Streit zwischen den Häusern Nassau und Wied-Runkel im Namen sämtlicher nassauischen Herrscher mit dem Grafen Hermann von Runkel, dass die Liegenschaften des Klosters Beselich als Hospital unter Direktion der Grafen von Nassau dienen sollen. Damit war dort das inzwischen schwierig gewordene Klosterleben endgültig beendet. Der erforderliche Hospitalbau entstand als Landkrankenhaus im Jahr 1618.

## Nachkommen
Georg war zwei Mal verheiratet. Mit seiner ersten Frau, Gräfin Anna Amalia von Nassau-Saarbrücken (1565–1605), der einzigen Tochter von Philipp III., hatte er 15 Kinder. Nach dem Tod seiner ersten Frau heiratete er 1605 Gräfin Amalia von Sayn-Wittgenstein (1585–1633), Tochter von Ludwig I.; mit ihr hatte er eine Tochter. Von seinen 16 Kindern erbten die Söhne Ludwig Heinrich und Albrecht, die das Land unter sich aufteilten. Albrecht starb aber schon 1626 und Ludwig Heinrich beerbte ihn.
Kinder aus 1. Ehe:
1. Johann Philipp (1586)
2. Johann Georg (1587)
3. (Sohn) (1588)
4. Johann Philipp (1590–1607)
5. Georg (1591–1616)

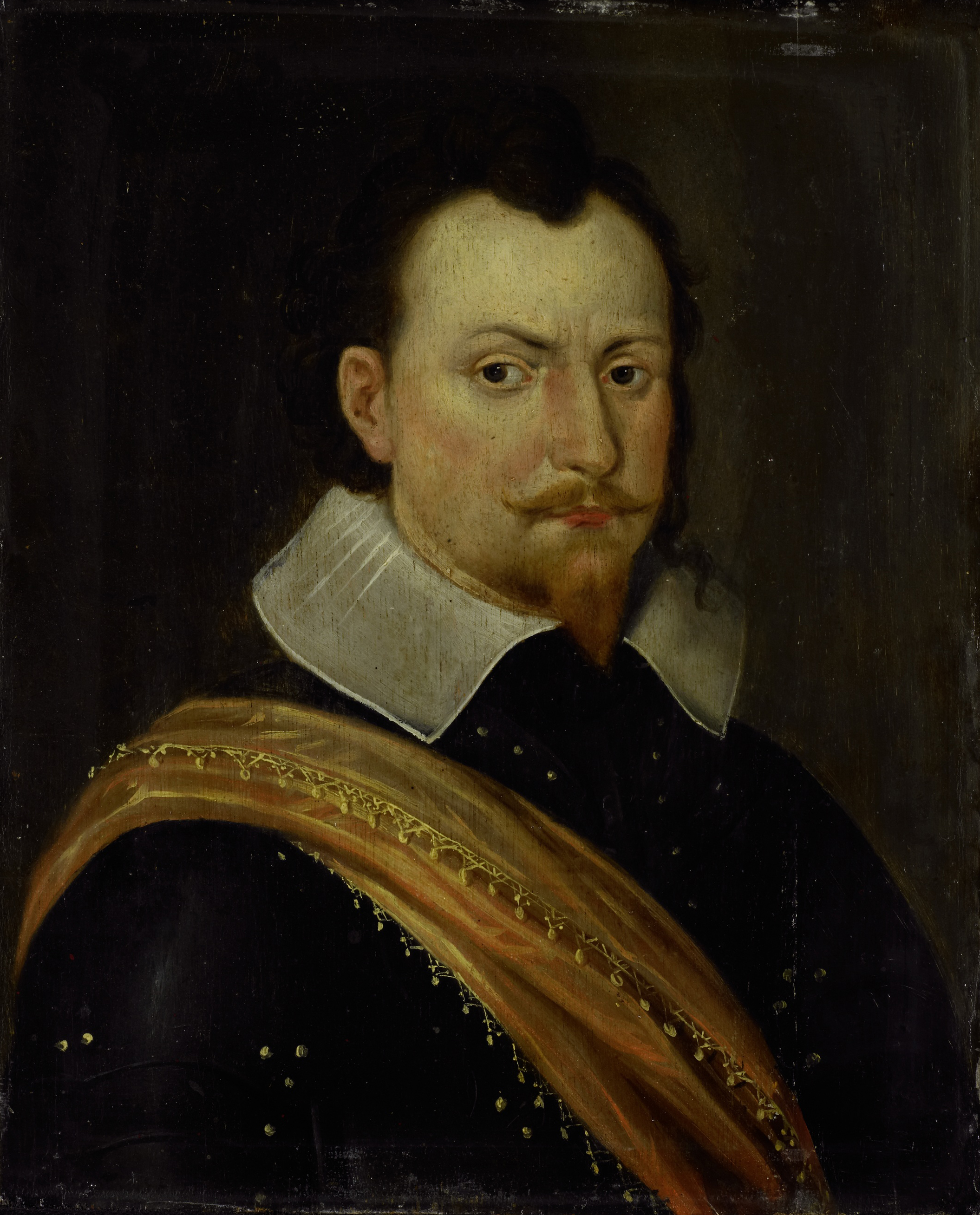
Ludwig Heinrich von Nassau-Dillenburg

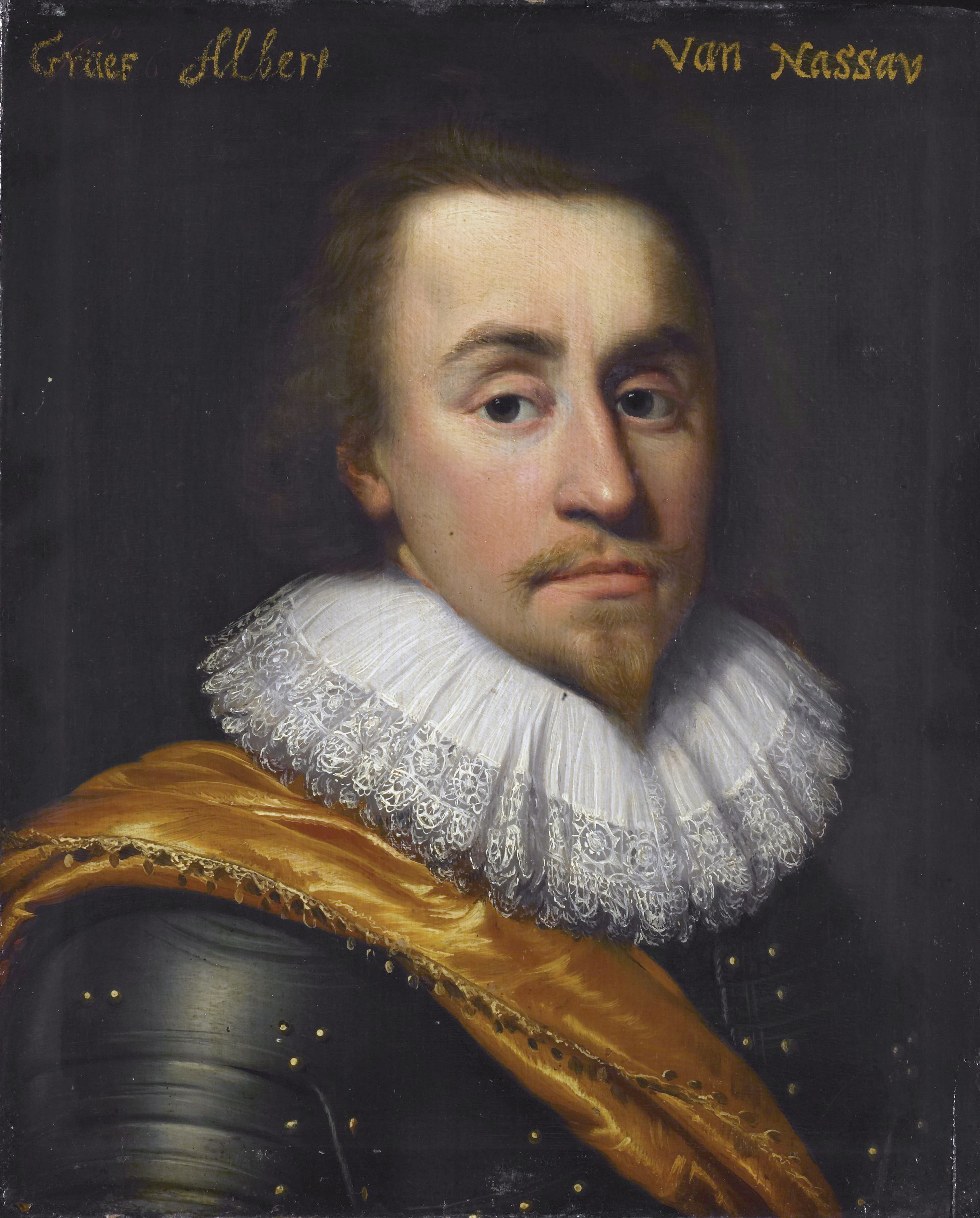
Albrecht von Nassau-Dillenburg

6. Maria Juliane (1592–1645) ⚭ Graf Georg zu Sayn-Wittgenstein-Berleburg (1565–1631), Sohn von Graf Ludwig I. zu Sayn-Wittgenstein[2]
7. Luise (1593–1614)
8. Ludwig Heinrich (1594–1662), 1623–1662 Graf von Nassau-Dillenburg, 1652 gefürstet
9. Philipp Wolfgang (1595)
10. Albrecht (1596–1626, gefallen), 1623–1626 Graf von Nassau-Dillenburg
11. Amalia (1597–1598)
12. Elisabeth (1598–1599)
13. Erika (1600–1657)
14. Anna Elisabeth (1602–1651)
15. Moritz Ludwig (1603–1604)

Tochter aus 2. Ehe:
1. Margaretha (1606–1661) ⚭ Graf Otto zur Lippe-Brake (1589–1657), Sohn von Simon VI. zur Lippe